# Strzeszewko
Strzeszewko – kolonia wsi Grzybno w Polsce, położona w województwie zachodniopomorskim, w powiecie gryfińskim, w gminie Chojna.
W latach 1975–1998 kolonia należała administracyjnie do województwa szczecińskiego.